# 維策河
52°52′21.8″N 10°6′49.5″E / 52.872722°N 10.113750°E

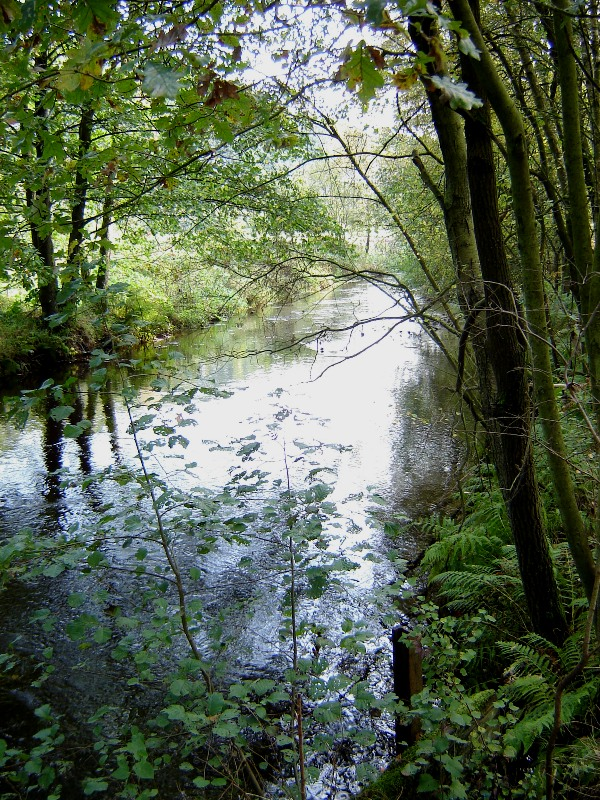

維策河（德語：Wietze），是德國的河流，位於該國西北部，由下薩克森州負責管轄，屬於厄爾策河的支流，處於呂訥堡石楠草原南部，河道全長33公里，流域面積193平方公里。